# Црешнево (община Чашка)
Вижте пояснителната страница за други значения на Црешнево.
Црешнево (на македонска литературна норма: Црешнево) е село в Северна Македония, част от община Чашка.

## География
Селото е разположено в областта Азот западно от град Велес, по южните склонове на планината Мокра.

## История
В църквата „Света Петка“ (1601) има стенописи от XVII век.
Селото Черешново в 1467/68 година има 12 семейства, в 1481/82 година само 6, а в 1568/69 година - 21.
В XIX век Црешнево е изцяло българско село във Велешка кааза, нахия Хасий на Османската империя. Според статистиката на Васил Кънчов („Македония. Етнография и статистика“) в края на XIX век Черешново има 250 жители, всички българи християни.
Жителите му в началото на века са под върховенството на Българската екзархия - според статистиката на секретаря на Екзархията Димитър Мишев („La Macédoine et sa Population Chrétienne“) в 1905 година в Церешнево (Tzerechnevo) живеят 272 българи екзархисти. Към 1906-1907 година енорийски свещеник в Црешнево и съседното село Бистрица е Андон поп Арсов.
При избухването на Балканската война в 1912 година 9 души от селото са доброволци в Македоно-одринското опълчение.
След Междусъюзническата война в 1913 година селото попада в Сърбия.
По време на българското управление на Вардарска Македония през Първата световна война Црешнево е част от Бистришка община във Велешка околия и има 283 жители.
На етническата си карта от 1927 година Леонард Шулце Йена показва Черешново (Čerešnovo) като наскоро посърбено българско село.
На етническата си карта на Северозападна Македония в 1929 година Афанасий Селишчев отбелязва Черешново като българско село.
В 1961 година селото има 176 жители.

## Личности
Родени в Црешнево
- Константин Ангелов, македоно-одрински опълченец, 18-годишен, четата на Стоян Мълчанков, 4 рота на 6 охридска дружина[12]